# クロスファイア (小説)
『クロスファイア』は、宮部みゆきのミステリー・ファンタジー小説。1998年10月に光文社から単行本が出版された。
2000年に金子修介監督によって映画化された。
この小説の前日譚が、『鳩笛草 燔祭/朽ちてゆくまで』所収の中編「燔祭」で描かれている。

## ストーリー
念力放火能力（パイロキネシス）という超能力を持って生まれた女性、青木淳子（あおき じゅんこ）は、力を「ガス抜き」のために放出しに向かった廃工場で、瀕死の男性を運んできた4人の若者を目撃する。淳子は男性を救うため力を解放して、次々と若者を燃やしていくが、そのうちの1人、「アサバ」を逃してしまう。
瀕死の男性から若者達に恋人の「ナツコ」が連れ去られた事を聞いた淳子は、「ナツコ」を助けるため、わずかな手がかりを元に「アサバ」を探し出す。一方、放火捜査班の石津ちか子刑事はこの事件に、昔起きた不可解な焼殺事件と同じ匂いを感じ、それを起こした犯人が再び現れた事を悟る。

## 書籍
- 単行本：光文社カッパ・ノベルス
  - クロスファイア 上 - 1998年10月[1] ISBN 978-4-334-07313-8
  - クロスファイア 下 - 1998年10月[2] ISBN 978-4-334-07314-5
- 文庫版：光文社文庫
  - クロスファイア 上 - 2002年9月 ISBN 4334733700
  - クロスファイア 下 - 2002年9月 ISBN 4334733719
- 文庫版：光文社文庫プレミアム
  - クロスファイア 上 - 2011年7月20日[3] ISBN 978-4-334-74973-6
  - クロスファイア 下 - 2011年7月20日[4] ISBN 978-4-334-74974-3

## 映画
金子修介を監督として、2000年6月10日に東宝系にて公開された。矢田亜希子はこの映画で初主演を務め、長澤まさみはこの映画でデビューする。前日譚にあたる中編「燔祭」（『鳩笛草』収録）も使い、オリジナル・ストーリーも加えた脚色となっている。
プロデューサーの本間英行によれば、当初予定されていた『催眠』（1999年）の映画第2作が急遽中止になったため、本作品の製作が繰り上げられることとなった。
クライマックスで遊園地が炎上するシーンでは、1/5スケールのミニチュアをスタジオで爆破している。

### ストーリー
青木淳子（矢田亜希子）は、パイロキネシスを使う能力者の家系であり、母親から「あなたは怒ってはいけない、お友達の側に寄っちゃ駄目、その力を使っては駄目なの」と言われ続けて育った。そのため社会人になってからも他人と関わる事が出来ず、同僚からも陰口を言われる女性となってしまった。そんなとき、同僚の多田一樹（伊藤英明）と出会い、親交を深めていく。
しかし、彼女が得た束の間の幸せは、ゲーム感覚の女子高生轢殺事件を繰り返す不良少年グループに一樹の妹雪江が殺害されてから終わりを迎える。彼らは殺人を犯したにも拘らず、リーダー格の小暮昌樹（徳山秀典）の父親のコネと、証拠不十分だということで無罪放免となっていた。怒れる一樹は包丁を持って小暮を襲うが、淳子が制止し「小暮達は私が殺す」と宣言する。彼女は、面白半分で人を殺し、自らを「時代の英雄」とうそぶく小暮達に対して激しい「怒り」を覚えていたのだ。
やがて、淳子は自らに近づく対犯罪組織「ガーディアン」のメンバー木戸浩一（吉沢悠）の助けによって、犯人グループの少年達に容赦なき制裁を加える。生き残った小暮を追う淳子を、女子高生轢殺事件を捜査していた石津ちか子(桃井かおり)と牧原康明（原田龍二）が追う。少年時代に弟をパイロキネシス能力者の少女に殺された康明は、犯人がパイロキネシス能力の保持者であると見る。やがて「ガーディアン」の暗部が露呈され、事件は意外な結末へと収束していく。

### キャスト

#### 主な登場人物
- 青木淳子：矢田亜希子 - 主人公。念力放火能力（パイロキネシス）を持つ異能者。普段はOLとしてひっそり暮らしている。
  - 少女時代の淳子：仲根紗央莉
- 多田一樹：伊藤英明 - 淳子の同僚。淳子に好意を持つ。
- 石津ちか子：桃井かおり - 寺町東署の刑事。部下の牧原と共に女子高生連続殺人事件と焼死事件の謎を追う。
- 牧原康明：原田龍二 - 寺町東署の刑事。幼い頃の淳子に弟（母親の連れ子）を殺された過去を持つ。
- 倉田かおり：長澤まさみ - パイロキネシスやサイコメトリー、念写能力を併せ持つ異能者。養護施設で暮らしている。
- 木戸浩一：吉沢悠 - 相手に触れて意志を自在に支配する「押す」力を持つ。同じ異能者として淳子に接触を図る。
- 小暮昌樹：徳山秀典 - 未成年犯罪者グループの首謀者。人を殺すことが趣味の極悪人で、マスコミの前でも大口を叩く。
- 長谷川芳裕：永島敏行 - 警視庁刑事部部長。
- 野坂永治：石橋蓮司 - 寺町東署の署長。
- 小暮泰三：本田博太郎 - 昌樹の父で、高名な社会評論家。息子の本性に気づいていない。
- 多田雪江：浜丘麻矢 - 一樹の妹。淳子と親しくなるが、小暮グループに惨殺される。
- 青木美幸：筒井真理子 - 淳子の母で故人。淳子を戒めながら育てた。
- 浅羽利光：螢雪次朗 - 光文社で働く週刊誌記者。小暮グループの取材を行っていた。
- 高田一郎：宮地謙典 - 未成年犯罪者グループの一員。
- 高田二郎：森本英樹 - 未成年犯罪者グループの一員。
- 叶仁志：大川知英 - 未成年犯罪者グループの一員。
- 上杉：TOMO - 未成年犯罪者グループの一員。
- 三田奈津子：日下部留美 - 浅羽の助手。
- 神崎：水木薫 - かおりを育て上げた養護施設の職員。
- 藤木裕太朗：谷原章介 - 野坂の部下で右腕的存在。

#### その他の登場人物
- 牧原の母：鈴木ひろみ
- 刑事：江藤漢、坂田雅彦
- 婦人警官：小松みゆき
- 養護施設職員：菅原大吉
- 店員：藤谷文子、後藤宏美
- OL：金子奈々子、坂井三恵、早田優子、菅野美寿紀
- ホームレス：前原実
- 編集アシスタント・佐伯：中山忍
- 若い部員：水橋研二
- キャッチセールス：宮迫博之
- 焼香客：山崎一、甲本雅裕
- 機動隊長：上田耕一
- 白川捜査一課課長：並樹史朗

### スタッフ
- 監督：金子修介
- 製作：柴田徹、原田俊明
- プロデューサー：瀬田一彦、本間英行、濱名一哉、田上節朗
- 原作：宮部みゆき
- 脚本：山田耕大、横谷昌宏、金子修介
- 撮影：高間賢治
- 美術：三池敏夫
- 録音：宮内一男
- 照明：斉藤薫
- 編集：冨田功
- キャスティング：田中忠雄
- 助監督：村上秀晃
- 製作担当者：前田光治
- 音楽：大谷幸
- 音楽プロデューサー：北原京子
- 主題歌：「The One Thing」：Every Little Thing
- 視覚効果：小川利弘
- ビジュアルエフェクトスーパーバイザー：松本肇、岸本義幸、杉木信章
- 特殊メイクデザイン：若狭新一
- 造形：江久保暢宏
- 衣装：斉藤育子、土屋純子
- ヘアー・メイク：松下泉、佐藤宏恵
- スチール：工藤勝彦
- アシスタントプロデューサー：山崎紀子
- 企画協力：蒔田光治、金子弦二郎
- 音響効果：佐々木英世
- スクリプター：松澤一美
- 東宝・TBS提携作品
- 製作：東宝映画
- 配給：東宝

## デジタルコミック
- 原案：宮部みゆき
- 作画：藤森ゆゆ缶
- シナリオ：もりしげる
- 主題歌：「The One Thing」Every Little Thing

コナミが運営する携帯向けデジタルコミックサイト週刊コナミにおいて漫画化された。アドベンチャーゲームの要素も備えており、「第1部」の途中に現れる選択肢によって物語が「第2部」、「第2部アナザーストーリー」へと分岐する。テーマソング「NΦ CRIME」は3パターンが用意されており、本編以外にも以下の音楽ゲームに収録されている。
- NΦ CRIME（日本語版/英語版） - beatmaniaIIDX16 EMPRESS
- NO CRIME（SHANADOO歌唱版・日本語） - DanceDanceRevolution フルフル♪パーティー

## 関連作品
- 『R.P.G.』 - 石津ちか子が登場。『模倣犯』とのクロスオーバー作品。
- 『世にも奇妙な物語 20周年スペシャル・秋 〜人気作家競演編〜』 - 本作の前日譚『燔祭』がテレビドラマ化されている。
- 『ファイアスターター』 - 本作のモチーフになった作品。スティーヴン・キング#その他も参照。